# Sekou Oliseh
Sekou Jabateh Oliseh (Monrovia, Liberia, 5 de junio de 1990) es un futbolista liberiano naturalizado nigeriano, se desempeña como centrocampista y actualmente juega en el LISCR. Su tío adoptivo es el exfutbolista nigeriano Sunday Oliseh.

## Biografía

### Inicios
Nacido en Liberia, el pequeño Sekou fue adoptado por el exfutbolista nigeriano Churchill Oliseh, hermano del conocido Sunday Oliseh.
Su carrera empezó en el FC Ebedei de Nigeria, antes de fichar con 16 años por el FC Midtjylland danés, debutaría en 2008 y en la temporada 2008/09, Oliseh disputó 5 partidos, antes de ser cedido al CSKA de Moscú en julio de 2009.

### CSKA de Moscú
Oliseh debutó el 4 de octubre con el CSKA contra el Kuban Krasnodar, en ese mismo partido marcó su primer gol. Debutó en la UEFA Champions League contra el Beşiktaş en diciembre de 2009.
Para la temporada 2009/10, Oliseh no estaba incluido en el primer equipo del CSKA, aunque con la marcha de Miloš Krasić a la Juventus, Oliseh regresó al primer equipo.

## Selección nacional
Ha sido internacional con la Selección de fútbol de Liberia, ha jugado 2 partidos internacionales.

## Clubes
| Club             | País      | Año         |
| ---------------- | --------- | ----------- |
| FC Midtjylland   | Dinamarca | 2008 - 2009 |
| PFC CSKA Moscú   | Rusia     | 2009 - 2013 |
| PAOK Salónica FC | Grecia    | 2013 - 2014 |
| Kuban Krasnodar  | Rusia     | 2014 - 2015 |
| Al Gharafa       | Catar     | 2015        |
| FC Astra Giurgiu | Rumania   | 2016        |
| Dalian Yifang    | China     | 2016        |
| LISCR FC         | Liberia   | 2020 -      |

## Palmarés
PFC CSKA Moscú
- Copa de Rusia: 2011